# Combeynot (jezioro)
Jezioro Combeynot (fr. Lac de Combeynot) – jezioro górskie w masywie Pics de Combeynot w grupie górskiej Écrins w Alpach Delfinackich we Francji.

## Położenie
Jezioro leży w cyrku lodowcowym utworzonym w zamknięciu dolinki Fontenil (fr. Vallon du Fontenil), ograniczonym od północy przez wschodni (Pic Est de Combeynot, 3145 m n.p.m.) i centralny (Pic Ouest de Combeynot, 3155 m n.p.m.) wierzchołek grani szczytów Combeynot, zaś od południa przez Pic du Lac de Combeynot (3089 m n.p.m.). Leży na terenie gminy Le Monêtier-les-Bains w departamencie Hautes-Alpes w regionie Prowansja-Alpy-Lazurowe Wybrzeże, w granicach Parku Narodowego Écrins.

## Charakterystyka
Jest to typowe jezioro karowe. Ma kształt owalu o wymiarach 270 na 110 m i powierzchni niespełna 2,7 ha. Maksymalna głębokość wynosi 16 m. Lustro wody znajduje się na wysokości 2538 m n.p.m. Otoczone jest stromymi usypiskami i piargami, zsuwającymi się spod okolicznych szczytów. Nie uchodzą do niego żadne stałe cieki wodne. Jest to zbiornik wodny o reżimie polarnym: jego powierzchnię przez większą część roku pokrywają lód i śnieg. Rozmarza jedynie na 3-4 miesiące. Życie w jego wodach jest nadzwyczaj skromne i ogranicza się do kilku gatunków organizmów.
Jezioro wydaje się być bezodpływowym. W rzeczywistości wody przesączają się z niego podziemnymi tokami pod moreną zamykającą kar, a następnie spływają pod warstwami rumoszu skalnego wspomnianą dolinką Fontenil w kierunku wschodnim, by w końcu wypłynąć na powierzchnię w postaci źródeł zwanych „Fontettes”, usytuowanych już w dolinie Guisane, ok. 600 m na południe od przysiółka Boussardes (fr. Hameau des Boussardes). 
Poziom wody w jeziorze jest zmienny. Jesienią 1976 roku jezioro straciło całą wodę, w następnych latach powtórzyło się to jeszcze kilkakrotnie.